# ケプラー22b
座標:  19h 16m 52.2s, +47° 53′ 4.2″
ケプラー22b (英語: Kepler-22b) またはKOI-87.01とは、太陽に似た恒星ケプラー22のハビタブルゾーン内を公転している太陽系外惑星である。地球から見てはくちょう座の方向に約600光年離れた位置にある。アメリカ航空宇宙局(NASA)のケプラー宇宙望遠鏡によるトランジット法（食検出法）の観測で発見された。ケプラー22bは、当時までに知られていた太陽系外惑星で初めて、トランジットを起こす、ハビタブルゾーン内を公転している惑星である。

## 発見
発見の発表は2011年12月5日に行われた。この惑星が最初に発見されたのは、ケプラー探査機による観測が始まってすぐの2009年中頃である。トランジット法では、惑星発見を確認するのに三回の観測が必要とされるが、2010年の遅くまでにこの三回の観測が達成された。さらに、スピッツァー宇宙望遠鏡と地上からの観測でも存在が確認されている。

## 組成と内部構造
| 海王星 | ケプラー22b |
| ------ | ----------- |
| 海王星 | Exoplanet   |

惑星の半径は地球の約2.4倍であり、これは海王星の半分ほどである。2011年現時点ではその質量や表面の組成までは分かっていないが、荒い見積もりでは標準偏差3σで最大で地球の124倍、1σでは最大で36倍と推測されている。
この見積もりから考えると、惑星は最大で地球の35倍ほどの天王星型惑星である可能性が高いと推測される。しかし、"ベストケース"として地球の10倍ほどのスーパー・アースである可能性も残されている。仮に35倍とした場合、表面重力は地球の6.1倍、平均密度は14.9g/cm3となる。
実際の質量に応じて、この惑星が岩石中心の惑星なのか、それとも液体や気体が大半を占めている惑星なのかは変わってくる。いずれにせよ惑星は地球より大きいので、地球とは異なる様相を持つと考えられる。小さな岩石のコアを巨大な海が覆う海洋惑星である可能性も存在する。生命の可能性により、この惑星は地球外知的生命体探査 (SETI) のターゲットとして注目を集めている。

## 軌道

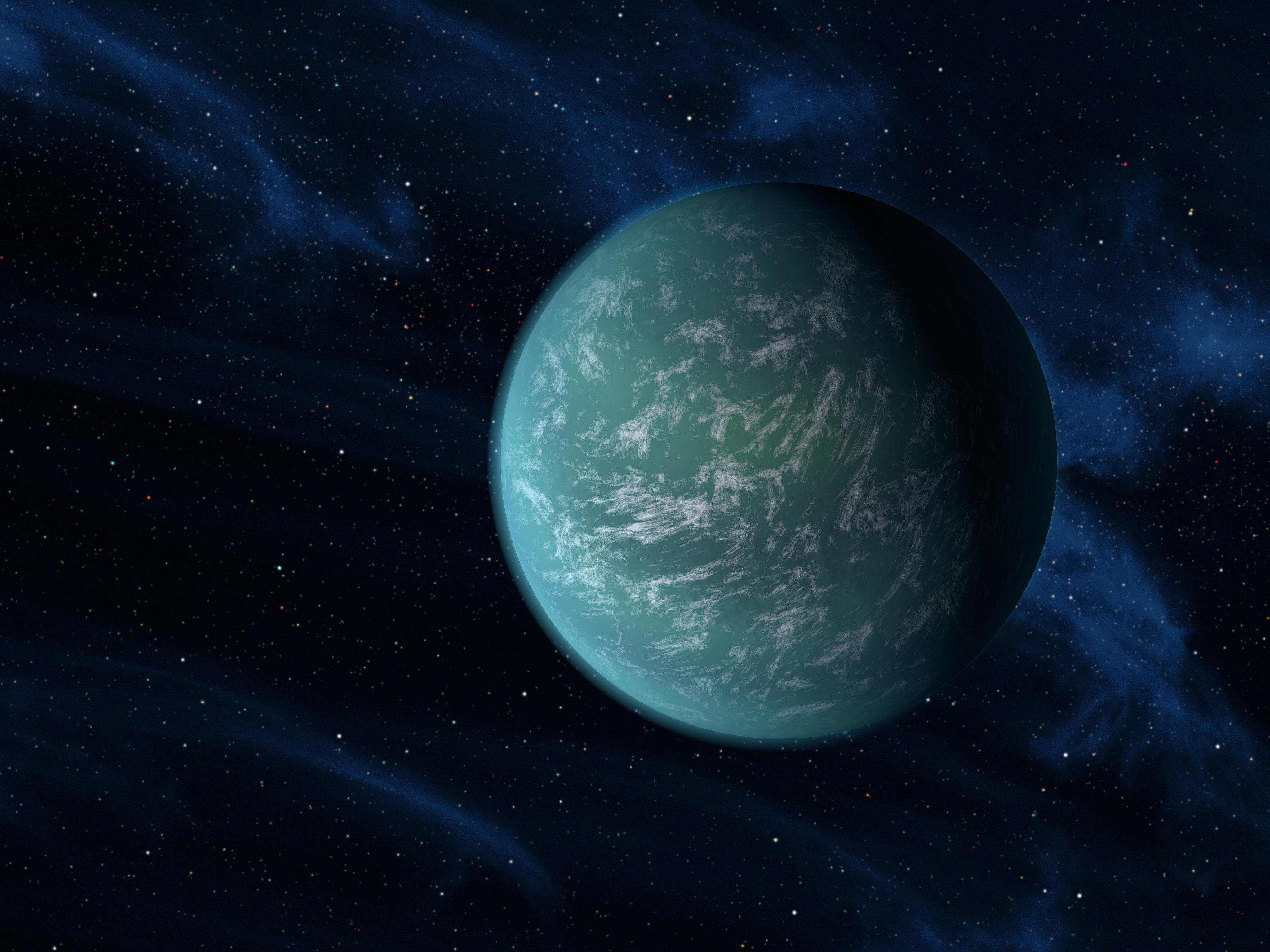
ケプラー22b（想像図）

ケプラー22bは地球から620光年離れたG型の恒星ケプラー22を周回している。主星からの距離は約0.85AUで、その公転周期は289.9日である。これは太陽系に当てはめると、金星 (0.72AU) と地球 (1.00AU) のほぼ中間に相当する。
ただし、その軌道がどのような形なのかまでは判っていない。太陽系外惑星には極端な楕円軌道を持つものも多く見つかっている。ケプラー22bはハビタブルゾーン内に位置していると考えられるが、こうした極端な楕円軌道を持つ場合、その範囲を逸脱する可能性もある。

## 表面温度
ケプラー22bとその恒星ケプラー22との平均距離は、地球と太陽との距離より15%ほど短い。しかし、恒星が生み出すエネルギーも太陽と比べて25％ほど小さいので、距離の近さとエネルギーの小ささが合わさり、その表面温度は、液体の水が存在するのに適度な範囲に収まっているとみられている。科学者の見積もりでは、大気が乏しい場合で約-11℃、地球のように大気による温室効果が存在していれば、平均気温は約22℃に達するとしている。
| 温度の比較                    | 金星           | 地球            | ケプラー22b     | 火星            |
| 温室効果が無い場合の 平均気温 | 307 K (34 °C)  | 255 K (－18 °C) | 262 K (－11 °C) | 206 K (－67 °C) |
| + 金星の温室効果              | 737 K (464 °C) | 685 K (412 °C)  | 692 K (419 °C)  | 636 K (363 °C)  |
| + 地球の温室効果              | 340 K (67 °C)  | 288 K (15 °C)   | 295 K (22 °C)   | 239 K (－34 °C) |
| + 火星の温室効果              | 311 K (38 °C)  | 259 K (－14 °C) | 266 K (－7 °C)  | 210 K (－63 °C) |
| 自転と公転の同期              | 有             | 無              | ??              | 無              |
| ボンドアルベド                | 0.9            | 0.29            | ??              | 0.25            |
| 参照                          |                |                 |                 |                 |